# Буткинское
Буткинское — озеро в Талицком городском округе Свердловской области, у деревни Буткинское Озеро.

## География
Озеро Буткинское расположено в южной части Талицкого городского округа, на расстоянии 55 километров (по автотрассе в 66 километрах) к югу-востоку от города Талица. На южном берегу озера — деревня Буткинское Озеро. Южный берег более высокий, северный заболочен, покрыт березовым лесом.
Площадь озера 2,12 км², урез воды 138,7 м. Относится к бассейну реки Бутка.

## Данные водного реестра
По данным государственного водного реестра России относится к Иртышскому бассейновому округу, водохозяйственный участок реки — Пышма от Белоярского гидроузла и до устья, без реки Рефт от истока до Рефтинского гидроузла, речной подбассейн реки — Тобол. Речной бассейн реки — Иртыш.
Код объекта в государственном водном реестре — 14010502211111200011431.